# Veľké Leváre
Veľké Leváre je naseljeno mjesto u okrugu Malacky u Bratislavskom kraju u Slovačkoj.

## Stanovništvo
| Godina:     | 1993. | 2003.   | 2013.   | 2023.   |
| ----------- | ----- | ------- | ------- | ------- |
| Broj ljudi: | 3242  | 3507    | 3576    | 3751    |
| Razlika:    |       | +8,17 % | +1,96 % | +4,89 % |

| Godina:     | 2022. | 2023.   |
| ----------- | ----- | ------- |
| Broj ljudi: | 3735  | 3751    |
| Razlika:    |       | +0,42 % |

Prema podatcima o broju stanovnika iz 2023. godine naselje je imalo 3751 stanovnika.

## Vanjske poveznice
|  | Zajednički poslužitelj ima još gradiva o temi Veľké Leváre |

- Službena stranica naselja (sl.)